# Tibetská autonomní oblast
Tibetská autonomní oblast (tradiční znaky: 西藏自治區; zjednodušené znaky: 西藏自治区; pinyin: Xīzàng Zìzhìqū; tibetsky བོད་རང་སྐྱོང་ལྗོངས་ Wylie: Bod-rang-skyong-ljongs) je autonomní oblast tibetské národnosti v Čínské lidové republice. Leží v západní Číně na Tibetské náhorní plošině na historickém území Tibetu zvaném Ü-Cang. Svou rozlohou se jedná o druhou největší provincii ČLR, obývá ji však nejméně obyvatel ze všech provincií, což z Tibetské autonomní oblasti činí nejřidčeji osídlenou oblast země. 1. července 2006 byla slavnostně otevřena Čchingchajsko-tibetská železnice, která vede z Golmudu v provincii Čching-chaj do Lhasy, čímž bylo dosaženo železničního spojení mezi Čínou a Tibetem.

## Geografie
Hlavní článek: Geografie Tibetu
Tibetská autonomní oblast se nachází na Tibetské náhorní plošině, průměrná nadmořská výška se zde pohybuje přes 4 000 metrů nad mořem. ČLR a Indie mají dodnes nevyřešené spory o tibetské pohraničí v oblasti Arunáčalpradéše a ohledně McMahonovy linie. V TAO pramení řeky Salwin, Jang-c’-ťiang, Brahmaputra, Indus a další.

### Poloha
Směrem od jihu na západ hraničí Tibetská autonomní oblast s Myanmarem, Indií, Bhútánem, a Nepálem; hranice je dlouhá 4 000 km. Směrem od severu na východ pak sousedí s čínskými provinciemi Sin-ťiang, Čching-chaj, S’-čchuan a Jün-nan.

## Historie
Území autonomní oblasti tvoří něco přes polovinu celkové rozlohy historického Tibetu, které se dostalo do závislosti na Číně poprvé ve 13. století, kdy byla Čína ovládána Mongolskou říší. Během následujících staletí byl Tibet střídavě vazalským a nezávislým územím. Roku 1912, po pádu císařství Čching v Číně, se Tibet opětovně zcela osamostatnil a ustanovil novodobý tibetský stát, roku 1950 však byl násilně obsazen a anektován komunistickou Čínskou lidovou republikou. V jádrové oblasti historického Tibetu pak byla roku 1965 oficiálně vyhlášena Tibetská autonomní oblast.

## Demografie
Z celkového počtu 3 145 000 obyvatel provincie Tibeťané tvoří asi 90 % populace; druhou nejvýznamnější etnickou skupinou jsou Chanové, kterých v poslední dekádě výrazně přibývá a dnes jich je asi 8% z celkového počtu obyvatel TAO (v roce 2008 6%). Ve zbylých 2 % jsou zastoupeny všechny ostatní národnostní menšiny, např. Monpové, Lhopové a Chuejové, aj. Ze sčítání lidu dále vyplývá, že etnické skupiny nejsou rozmístěny rovnoměrně, když např. obyvatelstvo ve Lhase je tvořeno ze 63 % Tibeťany, 34 % Chany a ostatní národnosti jsou zastoupeny 3 %.
Gramotnost dosahuje 59 % (1999) a míra urbanizace činí 27 %. Na jednoho lékaře připadá 478 obyvatel (2000). Je zde nejnižší příjem na hlavu ze všech čínských provincií a také se jedná o jediný region ČLR, kde průměrná délka života nepřekračuje 60 let (celostátní průměr je 69 let). Novorozenecká úmrtnost je zde dokonce jedenáctkrát vyšší než v Pekingu.

## Administrativní členění
Tibetská autonomní oblast je rozdělena na tři prefektury a čtyři městské prefektury. Prefektury se dále člení na 73 okresů.
| Mapa autonomní oblasti | #        | Název tibetsky | Název tibetsky            | Název tibetsky | Název čínsky | Název čínsky    | Název čínsky              | Sídelní městský obvod nebo okres | Sídelní město | Počet obyvatel (2010) |
| Mapa autonomní oblasti | #        | český přepis   | tibetsky                  | Wylie          | znaky        | pchin-jin       | český přepis              | Sídelní městský obvod nebo okres | Sídelní město | Počet obyvatel (2010) |
| ---------------------- | -------- | -------------- | ------------------------- | -------------- | ------------ | --------------- | ------------------------- | -------------------------------- | ------------- | --------------------- |
|                        |          |                |                           |                |              |                 |                           |                                  |               |                       |
| Městská prefektura     |          |                |                           |                |              |                 |                           |                                  |               |                       |
| 3                      | Čhamdo   | ཆབ་མདོ་གྲོང་ཁྱེར་   | chab-mdo grong-khyer      | 昌都市         | Chāngdū Shì  | Čchang-tu Š'    | městský obvod Kharo       | Čhamdo                           | 657 505       |                       |
| 4                      | Žikace   | གཞིས་ཀ་རྩེ་གྲོང་ཁྱེར་ | gzhis-ka-rtse grong-khyer | 日喀则市       | Rìkāzé Shì   | Ž'-kcha-ce Š'   | městský obvod Samdrub-ce  | Žikace                           | 703 292       |                       |
| 5                      | Lhasa    | ལྷ་ས་གྲོང་ཁྱེར་     | lha-sa grong-khyer        | 拉萨市         | Lāsà Shì     | La-sa Š'        | městský obvod Čcheng-kuan | Lhasa                            | 559 423       |                       |
| 7                      | Ňingthri | ཉིང་ཁྲི་གྲོང་ཁྱེར་    | nying-khri grong-khyer    | 林芝市         | Línzhī Shì   | Lin-č' Š'       | městský obvod Pa-i        | Pa-i                             | 195 109       |                       |
| Prefektura             |          |                |                           |                |              |                 |                           |                                  |               |                       |
| 1                      | Ngari    | མངའ་རིས་ས་ཁུལ་   | mnga'-ris sa-khul         | 阿里地区       | Ālǐ Dìqū     | A-li Ti-čchü    | okres Gar                 | Sengge khabab                    | 95 465        |                       |
| 2                      | Nagčhu   | ནག་ཆུ་ས་ཁུལ་     | nag-chu sa-khul           | 那曲地区       | Nàqū Dìqū    | Na-čchü Ti-čchü | okres Nagčhu              | Nagčhu                           | 462 382       |                       |
| 6                      | Lhokha   | ལྷོ་ཁ་ས་ཁུལ་      | lho-kha sa-khul           | 山南地区       | Shānnán Dìqū | Šan-nan Ti-čchü | okres Nedong              | Cethang                          | 328 990       |                       |

## Ekonomika
Čínská vláda investuje vysoké finanční částky na rozvoj Tibetské autonomní oblasti, pro rok 2015 činí víc než 35 miliard RMB.

### Turismus
Za účelem rozvoje turistiky otevírá nová civilní letiště, která dnes fungují u Lhasy, Žikace, Ngari, Čhamda, Ňingthri a letiště v Nagčhu je ve výstavbě. Od roku 2012 vláda zpřísnila podmínky vstupu do TAO pro cizince, zatímco v roce 2014 navštívilo TAO 15 milionů Číňanů. Plán pro rok 2015 činí 17 milionů Číňanů.